# Marco St. John
Pour les articles homonymes, voir Saint John.
Marco St. John est un acteur américain né le 7 mai 1939 à La Nouvelle-Orléans, Louisiane.

## Filmographie sélective
- 1965 : The Plastic Dome of Norma Jean : Bobo
- 1970 : Cleopatra
- 1970 : La Force du destin ("All My Children") (série TV) : le médecin d’Erica
- 1972 : The Happiness Cage : Lawrence Shannon
- 1976 : Ball Four (série TV) : Rayford Plunkett
- 1976 : Meurtre pour un homme seul (The Next Man) : Justin
- 1977 : Contract on Cherry Street (TV) : Eddie Manzaro
- 1980 : Fort Bronx (Night of the Juggler) de Robert Butler : Hampton Richmond Clayton III
- 1980 : La Plantation ("Beulah Land") (feuilleton TV) : Blaylock
- 1982 : La Féline (Cat People) : policier
- 1983 : Dixie: Changing Habits (TV) : Emcee
- 1984 : La Corde raide (Tightrope) : Leander Rolfe
- 1984 : Hot Pursuit (téléfilm)
- 1985 : Vendredi 13, chapitre 5: Une nouvelle terreur (Friday the 13th: A New Beginning) : Sheriff Tucker
- 1989 : Opération Crépuscule (The Package) : Marth
- 1990 : Blue Bayou (téléfilm) : Morley Rickerts
- 1990 : Les Anges de la nuit (State of Grace) : Jimmy Cavello
- 1991 : This Gun for Hire (TV) : Tom Scott
- 1991 : Thelma et Louise : le chauffeur de camion
- 1993 : Chasse à l'homme (Hard Target) : Dr Morton
- 1994 : The Dangerous : Polk
- 1998 : The Truth About Juliet : Jack Green
- 2000 : Sacrifice (en) (TV) : Dr Hector Salcodo
- 2001 : The Waking : Deputy Wilkes
- 2001 : The Rising Place : l’avocat de la défense
- 2002 : En eaux troubles (The Badge) de Robby Henson : Big Six Rayburn
- 2003 : Tough Luck de Gary Ellis : Charlie
- 2003 : Undermind (en) : Mr. Laurie
- 2003 : Le Maître du jeu (Runaway Jury) de Gary Fleder : Daley
- 2003 : Monstre (Monster) : Evan / "John" sous couverture
- 2003 : Vicious (vidéo) : Colonel Hardwick
- 2004 : The Punisher : Chief Morris
- 2004 : Mr. 3000 : Reporter
- 2004 : Terreur dans les bayous (Frankenfish) : Chief
- 2004 : Pour que la vie continue... (The Brooke Ellison Story) (TV) : le professeur de littérature
- 2004 : La Maison des trahisons (The Madam's Family: The Truth About the Canal Street Brothel) (TV)
- 2005 : At Last : Frank Singleton
- 2005 : In : Cimanno
- 2005 : Snow Wonder (TV) : le juge Tilma
- 2006 : Things That Hang from Trees : le shérif Hank Bullard
- 2006 : Beyond the Wall of Sleep : Dr Fenton
- 2007 : Flakes : Tre Zeringue
- 2007 : Girl, Positive (TV) : parent
- 2008 : My Mom's New Boyfriend : inspecteur Laborde
- 2009 : Bad Lieutenant : Escale à La Nouvelle-Orléans (Bad Lieutenant: Port of Call New Orleans) : Eugene Gratz
- 2010 : Dylan Dog : Borelli
- 2013 : The Door : Pr. Norman Fisher
- 2013 : Le Majordome (The Butler) : Warren Burger
- 2016 : Égarement coupable (Indiscretion) (TV): Gouverneur Wallace
- 2017 : Novitiate de Margaret Betts : père Luca